# Emilio de Villota

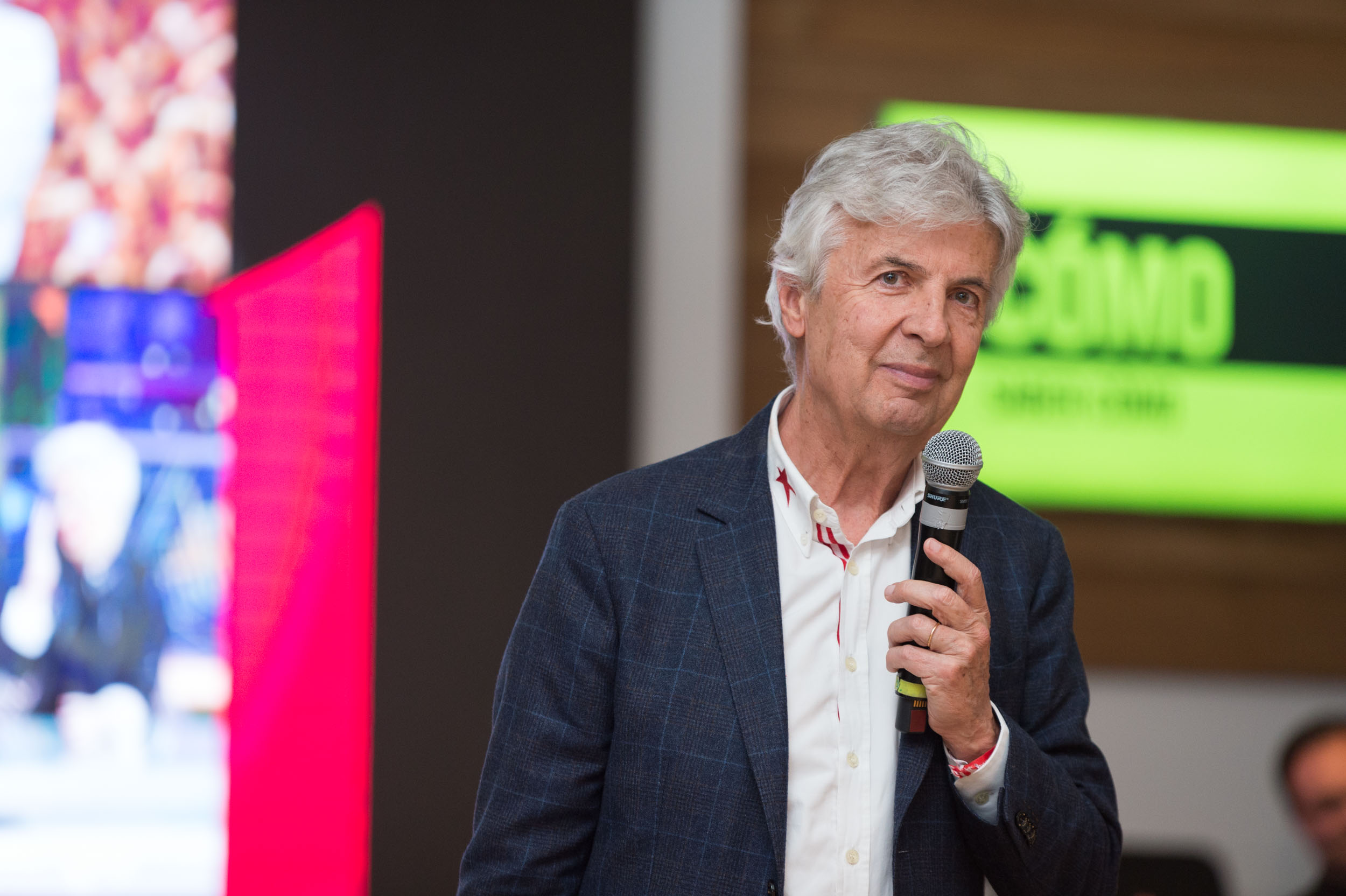
Emilio de Villota

Emilio de Villota Ruíz (Madrid, 26 juli 1946) is een voormalig Formule 1-coureur uit Spanje. Hij reed in de jaren 1976, 1977, 1978 en 1982 14 Grands Prix voor de teams Brabham (officieel Motor Racing Developments Ltd.), McLaren en March Engineering. Zijn dochter Maria was eveneens coureur. Ze overleed aan de gevolgen van een ongeluk tijdens een test voor het Formule 1-team Marussia.